# Вовкун Артем Андрійович
Артем Андрійович Вовкун (нар. 7 вересня 2001, Львів, Україна) — український футболіст, центральний захисник клубу Діназ.

## Життєпис
Вихованець ФК «Львів». У складі «городян» починаючи з сезону 2018/19 років виступав в юніорському чемпіонаті України, також залучався до матчів молодіжної команди «Львова».
У 2020 році перейшов у «Земплін» (Михайлівці). У складі нового клубу дебютував 8 серпня 2020 року в програному (0:2) домашньому поєдинку 1-го туру Суперліги проти «Спартака» (Трнава). Артем вийшов на поле в стартовому складі та відіграв увесь матч, а на 89-й хвилині отримав жовту картку. Всього провів за клуб 8 матчів Суперліги
У липні 2021 року підписав контракт з новачком української другої ліги МФА (Мукачево). 24 липня в матчі проти «Чернігова» (1:0) дебютував за нову команду.